# Shahrestān di Mahabad
Lo shahrestān di Mahabad & Piranshahr (farsi شهرستان مهاباد) è uno dei 17 shahrestān dell'Azarbaijan occidentale, in Iran. Il capoluogo è Mahabad. La popolazione è di lingua curda di gruppo dialettale Sorani. Lo shahrestān è suddivisa in 2 circoscrizioni:
- Centrale (بخش مرکزی)
- Khalifan (بخش خلیفان)

La città di Mahabad fu la capitale dello stato curdo della Repubblica di Mahabad (1946-1947).